# Oberwachtmeister Schwenke
Oberwachtmeister Schwenke ist der Titel eines deutschen Polizei-Tonfilms, den Carl Froelich 1934 nach einem Drehbuch, das Robert A. Stemmle mit E. Freiherr von Spiegel nach dem 1933 erschienenen Roman von Hans Joachim von Reitzenstein geschrieben hatte, in seiner eigenen Produktionsfirma Froelich-Film GmbH in Berlin mit Gustav Fröhlich in der Titelrolle realisierte. An seiner Seite sah man Marianne Hoppe und Sybille Schmitz. In einer Rolle als Bankiersgattin wirkte Emmy Sonnemann, nachmals Ehefrau des nationalsozialistischen Reichskommissars für Luftfahrt, Reichsminister Hermann Göring, mit.

## Handlung
In seinem Viertel in Berlin ist der junge Oberwachtmeister Schwenke überaus beliebt und immer gern gesehen. Zu jedem ist er charmant, freundlich und hilfsbereit, was den Polizisten zum Schwarm so manchen Mädchens macht. Dies gilt besonders für das Blumenmädchen Maria, Schwenke aber hat ein Auge auf die schüchterne Erna Zuwade geworfen. Doch Erna ist in dunkle Machenschaften verwickelt. Der betrügerische Karl Franke benutzt sie, um den Bankier Wenkstern und dessen Devisenschiebereien auszuspionieren, damit er ihn erpressen kann. Schwenke kommt dem Bankier zwar auf die Spur, doch von der Erpressung und der Beteiligung Ernas ahnt er noch nichts.
Als jedoch Erna eines Tages ermordet aufgefunden wird, weil Franke sich der Mitwisserin entledigen wollte, wandelt Schwenke sich vom gutherzigen Schutzmann zum gnadenlosen, rachesuchenden Verbrecherjäger. Nicht eher will er ruhen, bis er den Mann gefunden hat, der für den Tod Ernas verantwortlich ist.
(Friedrich-Wilhelm-Murnau-Stiftung)

## Hintergrund
Die Dreharbeiten dauerten von Oktober bis Dezember 1934 und fanden in der Umgebung von Berlin sowie im Froelich-Atelier in Berlin-Tempelhof statt.
An der Kamera stand Emil Schünemann, Tonmeister war Hans Grimm. Die Bauten erstellte Franz Schroedter, assistiert von Walter Haag. Die Requisiten verwaltete Karl Fleschner, Maskenbildner waren Max Patyna und Bruno Cieslewicz. Die Garderobe besorgten Elise Bollenhagen und Edwin Stempel. Beratung in Fragen des Polizeiwesens gewährte Adalbert Quasbarth, Major der Schutzpolizei.
Hugo Froelich, der zehn Jahre jüngere Bruder von Carl, war Aufnahmeleiter und spielte eine kleine Rolle als Kellner. Die Produktion leitete Friedrich Pflughaupt.
Die Illustrationsmusik komponierte Hansom Milde-Meißner, Willy Richartz schrieb den Tonfilmschlager “Mädels jetzt ist Damenwahl!”, zu dem Klaus S. Richter den Text dichtete. Das Lied wurde rasch beliebt und erschien mehrfach auch auf der Grammophonplatte.
Der Zensur lag der Film am 12. Januar 1935 vor. Unter der Nummer B.38228 wurde er mit Jugendverbot belegt. Die Uraufführung fand am 14. Januar 1935 in Berlin im Ufa-Palast am Zoo statt. In Österreich wurde der Film unter dem Titel „Der Vielgeliebte“ gezeigt. Die Alliierte Militärzensur verbot im Juni 1945 die Aufführung des Films ganz.

## Rezeption
Joseph Goebbels fand Oberwachtmeister Schwenke in seinem Tagebucheintrag vom Montag, den 14. Januar 1935 „sehr mittelmäßig ; Polizeifilm mit Stuntmann“[sic].
Wolf von Niebelschütz schrieb eine Rezension des Films am 23. Januar 1935 in der Magdeburger Zeitung. S. 7.
Der deutschnationale Journalist Adolf Stein glossierte den Film im 15. Band seiner „Rumpelstilzchen“-Reihe.
Der Film, der „das Lob des einfachen Polizisten sang“, erwies sich jedoch als Kassenerfolg.
Bei den Internationalen Filmfestspielen in Venedig 1935 wetteiferte „Il poliziotto Schwenke“ sogar um den Mussolini-Pokal (coppa Mussolini) als ‚bester ausländischer Film‘ neben Werner Hochbaums „Vorstadtvarieté“ und Erich Engels  „… nur ein Komödiant“.
Wie bereits im stummen Film Asphalt von Joe May gerät Gustav Fröhlich auch im Tonfilm Oberwachtmeister Schwenke als Polizeibeamter bei der Aufklärung eines Falles in einen Konflikt zwischen Liebe und Dienstauffassung. Die Pflicht siegt. Von der Anziehungskraft auf die „Mädels“, mit der ihn die Natur ausgestattet hat, darf er von Dienstes wegen keinen Gebrauch machen. „Bravourös besteht er alle Anforderungen, die an einen Streifenpolizisten im Berliner Winter um den Jahreswechsel 1932/33 gestellt werden: politische Unruhen, Einbrüche, Autodiebstahl usw.“
In seinen Erinnerungen „Waren das Zeiten“ zitiert Hauptdarsteller Gustav Fröhlich den Regisseur des Films, Carl Fröhlich, bezüglich des Charakters des Oberwachtmeisters als „janz und jar nicht […] aufjeblasenen Hans Dampf in allen Gassen […] hoppla, jetzt komm ich und so. . .! Nee, Schwenke is eher een unauffälliger, braver, tüchtiger, zuverlässiger Beamter der Polizei“.
Unter dem Titel Oberwachtmeister Borck drehte Gerhard Lamprecht 1955 ein Remake des Films mit Gerhard Riedmann in der Titelrolle. Der Kabarettist Wolfgang Neuss hatte darin eine kleine Rolle als „Toto-Krüger“.